# Primi ministri della Somalia
I primi ministri della Somalia dal 1956 (creazione della carica all'interno dell'Amministrazione fiduciaria italiana della Somalia) ad oggi sono i seguenti.

## Lista
| Primo ministro                                                         | Primo ministro | Primo ministro                   | Partito                                  | Elezione   | Mandato           | Mandato           | Capi di Stato                                                                      |
| Primo ministro                                                         | Primo ministro | Primo ministro                   | Partito                                  | Elezione   | Inizio            | Fine              | Capi di Stato                                                                      |
| ---------------------------------------------------------------------- | -------------- | -------------------------------- | ---------------------------------------- | ---------- | ----------------- | ----------------- | ---------------------------------------------------------------------------------- |
| Amministrazione fiduciaria italiana della Somalia                      |                |                                  |                                          |            |                   |                   |                                                                                    |
|                                                                        |                | Abdullahi Issa Mohamud           | Lega dei Giovani Somali                  | 1956, 1959 | 29 febbraio 1956  | 1º luglio 1960    | Enrico Anzilotti                                                                   |
| Mario di Stefano                                                       |                | Abdullahi Issa Mohamud           | Lega dei Giovani Somali                  | 1956, 1959 | 29 febbraio 1956  | 1º luglio 1960    |                                                                                    |
| Repubblica Somala                                                      |                |                                  |                                          |            |                   |                   |                                                                                    |
|                                                                        |                | Mohamed Ibrahim Egal             | Lega dei Giovani Somali                  | –          | 1º luglio 1960    | 12 luglio 1960    | Aden Abdullah Osman Daar                                                           |
|                                                                        |                | Abdirashid Ali Shermarke         | Lega dei Giovani Somali                  | –          | 12 luglio 1960    | 14 giugno 1964    | Aden Abdullah Osman Daar                                                           |
|                                                                        |                | Abdirizak Haji Hussein           | Lega dei Giovani Somali                  | 1964       | 14 giugno 1964    | 15 luglio 1967    | Aden Abdullah Osman Daar                                                           |
| Abdirashid Ali Shermarke                                               |                | Abdirizak Haji Hussein           | Lega dei Giovani Somali                  | 1964       | 14 giugno 1964    | 15 luglio 1967    |                                                                                    |
|                                                                        |                | Mohamed Ibrahim Egal             | Lega dei Giovani Somali                  | 1969       | 15 luglio 1967    | 21 ottobre 1969   |                                                                                    |
| Repubblica Democratica Somala                                          |                |                                  |                                          |            |                   |                   |                                                                                    |
| Carica abolita (21 ottobre 1969 - 1º febbraio 1987)                    |                |                                  |                                          |            |                   |                   |                                                                                    |
|                                                                        |                | Muhammad Ali Samatar             | Partito Socialista Rivoluzionario Somalo | –          | 1º febbraio 1987  | 3 settembre 1990  | Mohammed Siad Barre                                                                |
|                                                                        |                | Muhammad Hawadle Madar           | Partito Socialista Rivoluzionario Somalo | –          | 3 settembre 1990  | 24 gennaio 1991   | Mohammed Siad Barre                                                                |
| Governo provvisorio della Somalia                                      |                |                                  |                                          |            |                   |                   |                                                                                    |
|                                                                        |                | Umar Arteh Ghalib                | Congresso della Somalia Unita            | –          | 24 gennaio 1991   | maggio 1993       | Ali Mahdi Muhammad                                                                 |
| Carica vacante (maggio 1993 - 8 ottobre 2000)                          |                |                                  |                                          |            |                   |                   |                                                                                    |
| Governo nazionale di transizione                                       |                |                                  |                                          |            |                   |                   |                                                                                    |
|                                                                        |                | Ali Khalif Galaid                | Indipendente                             | –          | 8 ottobre 2000    | 28 ottobre 2001   | Abdiqasim Salad Hassan                                                             |
|                                                                        |                | Osman Jama Ali                   | Indipendente                             | –          | 28 ottobre 2001   | 12 novembre 2001  | Abdiqasim Salad Hassan                                                             |
|                                                                        |                | Hassan Abshir Farah              | Indipendente                             | –          | 12 novembre 2001  | 8 dicembre 2003   | Abdiqasim Salad Hassan                                                             |
|                                                                        |                | Mohamed Abdi Yusuf               | Indipendente                             | –          | 8 dicembre 2003   | 3 novembre 2004   | Abdiqasim Salad Hassan                                                             |
| Abdullahi Yusuf Ahmed                                                  |                | Mohamed Abdi Yusuf               | Indipendente                             | –          | 8 dicembre 2003   | 3 novembre 2004   |                                                                                    |
| Governo federale di transizione                                        |                |                                  |                                          |            |                   |                   |                                                                                    |
|                                                                        |                | Ali Mohamed Ghedi                | Indipendente                             | –          | 3 novembre 2004   | 29 ottobre 2007   | Abdullahi Yusuf Ahmed                                                              |
|                                                                        |                | Salim Aliyow Ibrow ad interim    | Indipendente                             | ad interim | 29 ottobre 2007   | 24 novembre 2007  | Abdullahi Yusuf Ahmed                                                              |
|                                                                        |                | Nur Hassan Hussein               | Indipendente                             | –          | 24 novembre 2007  | 14 febbraio 2009  | Abdullahi Yusuf Ahmed                                                              |
| Adan Mohamed Nuur Madobe (ad interim)                                  |                | Nur Hassan Hussein               | Indipendente                             | –          | 24 novembre 2007  | 14 febbraio 2009  |                                                                                    |
| Sharif Sheikh Ahmed                                                    |                | Nur Hassan Hussein               | Indipendente                             | –          | 24 novembre 2007  | 14 febbraio 2009  |                                                                                    |
|                                                                        |                | Omar Abdirashid Ali Sharmarke    | Indipendente                             | –          | 14 febbraio 2009  | 21 settembre 2010 |                                                                                    |
|                                                                        |                | Abdiwahid Elmi Gonjeh ad interim | Indipendente                             | ad interim | 24 settembre 2010 | 31 ottobre 2010   |                                                                                    |
|                                                                        |                | Mohamed Abdullahi Mohamed        | Indipendente                             | –          | 31 ottobre 2010   | 19 giugno 2011    |                                                                                    |
|                                                                        |                | Abdiweli Mohamed Ali             | Indipendente                             | –          | 19 giugno 2011    | 20 agosto 2012    |                                                                                    |
| Repubblica Federale di Somalia                                         |                |                                  |                                          |            |                   |                   |                                                                                    |
|                                                                        |                | Abdiweli Mohamed Ali             | Indipendente                             | –          | 20 agosto 2012    | 17 ottobre 2012   | Muse Hassan Sheikh Sayid Abdulle (ad interim) (Presidente del Parlamento federale) |
| Mohamed Osman Jawari (ad interim) (Presidente del Parlamento federale) |                | Abdiweli Mohamed Ali             | Indipendente                             | –          | 20 agosto 2012    | 17 ottobre 2012   |                                                                                    |
| Hassan Sheikh Mohamud                                                  |                | Abdiweli Mohamed Ali             | Indipendente                             | –          | 20 agosto 2012    | 17 ottobre 2012   |                                                                                    |
|                                                                        |                | Abdi Farah Shirdon               | Indipendente                             | –          | 17 ottobre 2012   | 21 dicembre 2013  |                                                                                    |
|                                                                        |                | Abdiweli Sheikh Ahmed            | Indipendente                             | –          | 21 dicembre 2013  | 24 dicembre 2014  |                                                                                    |
|                                                                        |                | Omar Abdirashid Ali Sharmarke    | Indipendente                             | 2016       | 24 dicembre 2014  | 1º marzo 2017     |                                                                                    |
| Mohamed Abdullahi Mohamed Farmajo                                      |                | Omar Abdirashid Ali Sharmarke    | Indipendente                             | 2016       | 24 dicembre 2014  | 1º marzo 2017     |                                                                                    |
|                                                                        |                | Hassan Ali Khayre                | Indipendente                             | –          | 1º marzo 2017     | 25 luglio 2020    |                                                                                    |
|                                                                        |                | Mahdi Mohammed Gulaid ad interim | Indipendente                             | ad interim | 25 luglio 2020    | 18 settembre 2020 |                                                                                    |
|                                                                        |                | Mohamed Hussein Roble            | Indipendente                             | –          | 18 settembre 2020 | 15 giugno 2022    |                                                                                    |
|                                                                        |                | Hamza Abdi Barre                 | Unione per la Pace e lo Sviluppo         | —          | 15 giugno 2022    | in carica         | Hassan Sheikh Mohamud                                                              |